# Hans Wirz (Politiker)
Hans Jakob Wirz (* 21. Mai 1873 in Füssen in Bayern; † 16. Januar 1943 in Zollikofen), heimatberechtigt in Gossau, war ein deutsch-schweizerischer Journalist und sozialdemokratischer Politiker.

## Leben

### Familie
Hans Wirz war der Sohn des Fabrikangestellten Jakob Wirz und dessen Ehefrau Albertine (geb. Jucker).
Er heiratete 1895 Theodora Friederika, die Tochter des württembergischen Schlossers Carl Ludwig Schweikhardt und siedelte 1898 nach Zürich über; ab 1920 war er in Zollikofen wohnhaft. Gemeinsam mit seiner Ehefrau hatte er mehrere Kinder.

### Werdegang
Nach einer Buchbinderlehre in Deutschland war Hans Wirz von 1895 bis 1902 Besitzer einer Buchdruckerei in Kaufbeuren.
Er war von 1901 bis 1906 Redaktor beim Zürcher Anzeiger, der im Besitz von Verena Conzett-Knecht war, und darauf von 1906 bis 1920 beim Grütlianer, dem Parteiorgan des Grütlivereins; in dieser Zeit ging er 1902 eine geschäftliche Beziehung mit Verena Conzett-Knecht ein, aus der das Unternehmen Conzett & Wirz resultierte.
1920 wurde er Sozialsekretär der Schokoladenfirma Tobler AG (siehe Chocolat Tobler) und vermittelte als solcher in Fragen des Arbeitsverhältnisses zwischen Arbeitern und Betriebsleitung.

### Politisches und gesellschaftliches Wirken
Hans Wirz setzte sich als gemässigter Vertreter der Zürcher Sozialdemokratie für die Interessen der Textilarbeitergewerkschaften ein.
Er war von 1904 bis 1907 Mitglied des Zürcher Grossen Stadtrats und von 1907 bis zu seinem Rücktritt 1916 Zürcher Kantonsrat; 1919 war er, als Nachfolger des verstorbenen Hans Conzett, vom 27. Januar 1919 bis zum 1. Oktober 1919 für zehn Monate Nationalrat; in dieser Zeit setzte er sich für die Beseitigung des Bankgeheimnisses ein.

## Mitgliedschaften
Hans Wirz war Mitglied des Grütlivereins.
Er war 1900 Vizepräsident des Tierschutzvereins Zürich und 1903 Mitgründer der Tierschutzgesellschaft Humanitas in Zürich, die er bis 1919 präsidierte.
1910 war er Präsident der Sektion Thalwil des Schweizerischen Textil-Arbeitervereins; im selben Jahr war er Mitglied der Hilfskommission für belgische Flüchtlinge.

## Schriften (Auswahl)
- Wir und die Anarchisten. In: Grütianer vom 9. Juni 1906. S. 1 (Digitalisat).
- Für das neue zürcherische Gesetz betreffend den Schutz der Arbeiterinnen, des weiblichen Ladenpersonals und den Ladenschluss – ein Appell an das Zürcher Volk. 1909.
- Aus Mutzopotamien. In: Grütlianer vom 20. August 1920. S. 1 (Digitalisat).
- Aus Mutzopotamien. In: Grütlianer vom 3. August 1920. S. 1 (Digitalisat).
- Grundsätzliche Fragen der Wahlfahrtspflege. In: Der Bund vom 21. Oktober 1923. S. 7 (Digitalisat).
- Grundsätzliche Fragen der Wahlfahrtspflege (II.). In: Der Bund vom 2. November 1923. S. 7 (Digitalisat).